# 344641 Szeleczky
344641 Szeleczky este o planetă minoră (asteroid) din centura de asteroizi. A fost descoperită pe 23 august 2003 la Piszkéstetői Obszervatórium⁠(d) de Krisztián Sárneczky⁠(d). 
Obiectul prezintă o orbită caracterizată de o semiaxă mare de 2,6050485546466 UAi, o excentricitate de 0,13, o înclinație de 4 ° în raport cu ecliptica.